# Kasernierte Volkspolizei

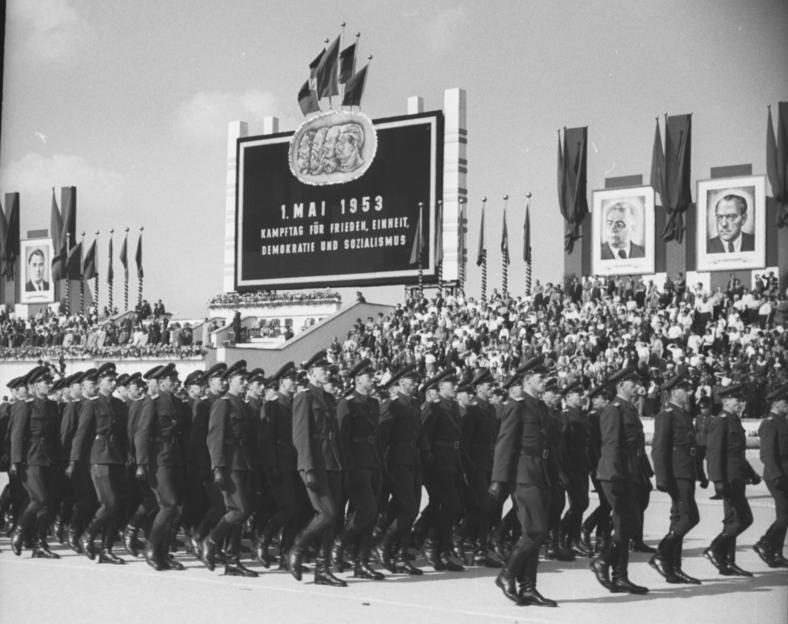
Udział KVP w paradzie 1-Majowej na Marx-Engels-Platz w Berlinie (1953)

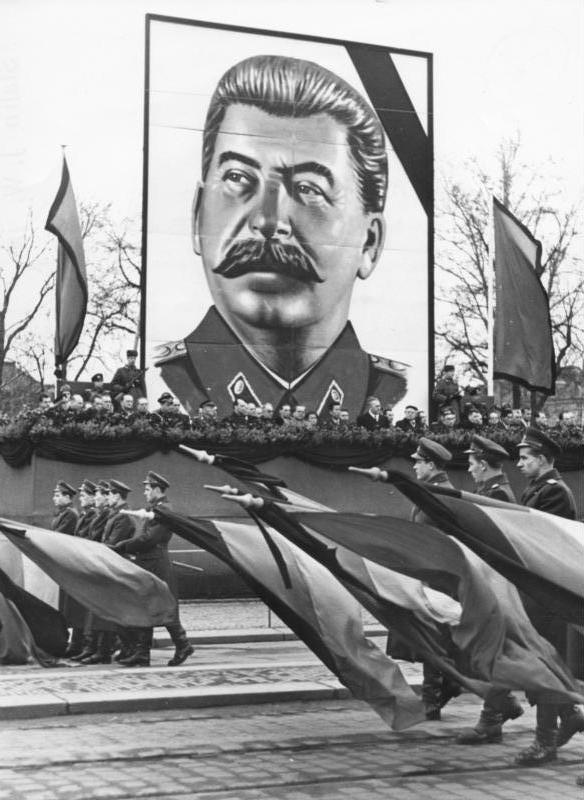
Udział KVP w okolicznościowej paradzie z okazji śmierci Józefa Stalina w Dreźnie (1953)

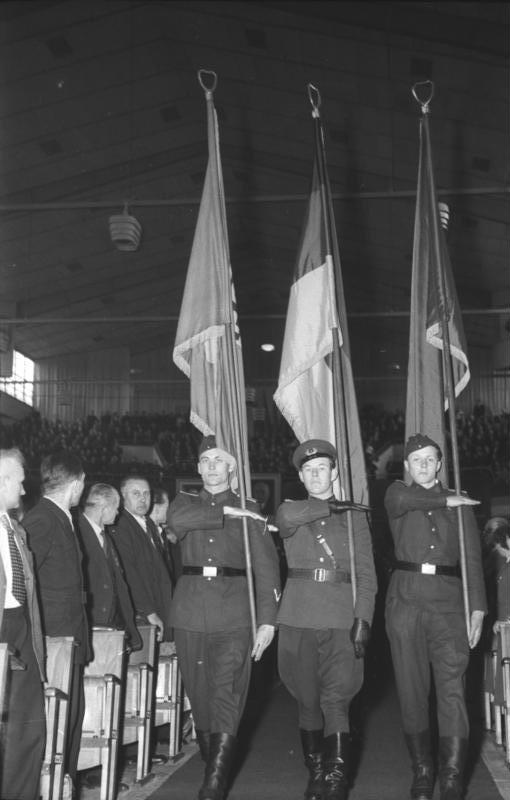
Udział Pocztu Sztandarowego KVP na IV Zjeździe SED w Berlinie (1954)

Kasernierte Volkspolizei (Skoszarowane Oddziały Policji Ludowej NRD) – określenie sił zbrojnych będących zalążkiem utworzonej następnie Narodowej Armii Ludowej NRD.

## Historia
Formalnie powstały w dniu 1 lipca 1952, kiedy z jednostek Głównego Zarządu Szkolenia Ministerstwa Spraw Wewnętrznych NRD utworzono formacje wojsk lądowych nadając im nazwę Skoszarowanych Oddziałów Policji Ludowej NRD. Można jednakże przyjąć, że siły te wywodzą się od utworzonych wcześniej, w październiku 1948 na rozkaz Radzieckiej Administracji Wojskowej (Sowjetische Militäradministration – SMAD) grup szybkiego reagowania Policji Ludowej, podporządkowanych Głównemu Wydziałowi Policji Granicznej i Gotowości (Hauptabteilung Grenzpolizei und Bereitschaften – HA GP/B) w Niemieckim Zarządzie Spraw Wewnętrznym (Deutsche Verwaltung des Innern – DVdI). W lipcu 1949 rozwiązano Policję Graniczną (HA GP/B) zmieniając ją w Zarząd Szkolenia (Verwaltung für Schulung – VfS). Po utworzeniu NRD w dniu 7 października 1949 Niemiecki Zarząd Spraw Wewnętrznym (DVdI) przekształcono w Ministerstwo Spraw Wewnętrznych (Ministerium des Innern – MDI). W kwietniu 1950 dotychczasowy Zarząd Szkolenia (VFS) stał się Głównym Zarządem Szkolenia (Hauptverwaltung Ausbildung – HVA).
Po otrzymanych w kwietniu 1952 od władz okupacyjnych dyrektyw, z dniem 1 lipca 1952 w oparciu o te siły utworzono Kasernierte Volkspolizei (KVP). Sformowane jednostki (terytorialne, morskie oraz lotnicze) poddawano wielu reorganizacjom, m.in. te ostatnie okresowo funkcjonowały pod szyldem Aeroklubu. Umundurowanie było podobne do używanego przez wojska lądowe Armii Radzieckiej. W dniu 18 stycznia 1956 Izba Ludowa NRD przyjęła ustawę „w sprawie utworzenia Narodowej Armii Ludowej oraz Ministerstwa Obrony Narodowej”, co było podstawą przekazania dotychczasowych sił zbrojnych z resortu spraw wewnętrznych do obrony narodowej, oraz utworzenia na bazie sztabu KVP, Ministerium für Nationale Verteidigung.

## Szefowie
- Heinz Hoffmann (1952–1955)
- Willi Stoph (1955–1956)

## Siedziba
Sztab Główny mieścił się początkowo w Berlinie-Adlershof w koszarach przy Rudower Chaussee, a od czerwca 1954 w Strausbergu-Nord przy Prötzeler Chaussee 20, w wybudowanych w 1936 koszarach Von-Hardenberg-Kaserne (dawniej Struzberg-Kaserne).